# Gordon R. Dickson

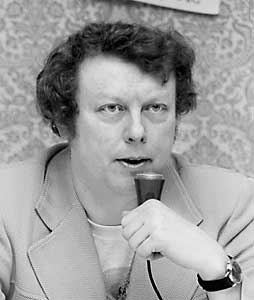
Gordon R. Dickson, 1974

Gordon Rupert Dickson (* 1. November 1923 in Edmonton, Alberta; † 31. Januar 2001 in Richfield, Minnesota) war ein kanadischer Science-Fiction- und Fantasy-Autor.

## Leben
Er wuchs in Kanada auf und siedelte als 13-Jähriger mit seiner Familie nach dem Tod des Vaters, der Bergbauingenieur war, in die USA über, studierte an der University of Minnesota Englisch und kreatives Schreiben, war von 1943 bis 1945 Soldat und erwarb 1948 den BA. In dieser Zeit lernte er (die späteren SF-Autoren) Clifford D. Simak und Poul Anderson kennen, denen er zeit seines Lebens freundschaftlich verbunden war. Nach Beendigung seines Studiums wurde er freiberuflicher Schriftsteller. Dickson war einer der Begründer der amerikanischen SF-Autorenvereinigung SFWA, deren Präsident er 1969 bis 1971 war. Dickson gewann insgesamt drei Hugo Awards, einen Nebula Award und einen British Fantasy Award.
Dicksons erste Kurzgeschichte Trespass erschien 1950 in Fantastic Stories Quarterly. Dickson hatte die Geschichte zusammen mit Anderson verfasst. Dicksons erster Roman Alien from Arcturus (dt. Fremde vom Arcturus) erschien 1956. Dickson bekanntestes Werk ist der Childe-Zyklus, dessen Hauptteil aus dem Dorsai-Zyklus besteht. In dieser Reihe wollte Dickson die gesamte Menschheitsgeschichte bis weit in die Zukunft beschreiben, konnte sie aber nicht mehr beenden.
Gordon R. Dickson litt lange Jahre seines Lebens an Asthma. Er starb am 31. Januar 2001 in Richfield, Minnesota.

## Werk
Gordon R. Dickson wird im Genre zu den Zukunftshistorikern, wie etwa Isaac Asimov mit dessen Foundation-Zyklus, gezählt, da sein Hauptwerk, der sechsbändige Dorsai-Zyklus, eine Zukunftsgeschichte der Menschheit erzählt. Der Dorsai-Zyklus ist Teil des von Dickson geplanten zwölfbändigen Childe-Zyklus, der die gesamte Menschheitsgeschichte umfassen sollte. Dickson besuchte Mitte der 1960er Jahre, wie viele andere, die Milford Writing Conferences von Damon Knight. Kurze Zeit später gewann er den Nebula Award für die Kurzgeschichte Call him Lord (1966), was den Gerüchten weitere Nahrung gab, es bestehe eine „Milford Mafia“, da die meisten Nebula Awards dieser Zeit von Besuchern der Milford Conferences gewonnen wurden. Brian W. Aldiss nennt Dickson zusammen mit Fritz Leiber, Poul Anderson, Jack Vance und Philip José Farmer „.. echte legendäre Monster…“ der Science Fiction, da sie sich an Projekte wagen, „…die kein Mainstream-Autor angehen würde“. Dicksons Werk ist fest in der Campbellschen Tradition verankert. 2000 wurde er in die Science Fiction Hall of Fame aufgenommen.

## Auszeichnungen
Ausgezeichnet mit dem Hugo Award:
- Soldier, Ask Not (dt. Frag nicht, Soldat!), Beste Kurzgeschichte, 1965
- Lost Dorsai (dt. Der Dorsai-Pazifist), Bester Kurzroman, 1981
- The Cloak and the Staff (dt. Mit Kutte und Stab), Beste Erzählung, 1981

Ausgezeichnet mit dem Nebula Award:
- Call Him Lord (dt. Nenne ihn Herr), Beste Erzählung, 1966

Ausgezeichnet mit dem British Fantasy Award:
- The Dragon and the George 1976

Aufnahme in die Science Fiction Hall of Fame im Jahr 2000.

## Bibliographie

### Childe-Zyklus (beinhaltet den Dorsai-Zyklus)
Hans Joachim Alpers schrieb im Jahr 1982:
(…) Im Mittelpunkt seines Werkes [Gordon R. Dickson] steht eine auf insgesamt zwölf Werke angelegte Geschichte der Menschheit. Die Kernwerke sind auch als „Dorsai-Zyklus“ bekannt. (…) Es geht ihm bei dem Gesamtwerk um die Darstellung der Evolution des Menschen von der Renaissance bis zum 23. Jahrhundert, wobei sich in dieser Evolution das Werden und die Vollendung des neuen Menschen, des „verantwortlichen Menschen“, widerspiegeln soll.
Es ist nicht bekannt, ob dieser Zyklus abgeschlossen ist, da zahlreiche Titel noch nicht in Deutsch publiziert sind.
- Lulungomeena (1965) – deutsch: Lulungomeena in Der Dorsai-Pazifist, Rastatt: Moewig 3627, ISBN 3-8118-3627-7 (1983) und Moewig 3779, ISBN 3-8118-3779-6 (1987), Kurzgeschichten (Ü: Lothar Heinecke)
- The Genetic General (1960) (bzw. Dorsai!, 1976) – deutsch: Söldner der Galaxis, Rastatt: Moewig Terra 177 (1970) (Ü: Birgit Reß-Bohusch), gekürzt, Der General von Dorsai, Rastatt: Moewig 3608, ISBN 3-8118-3608-0 (1983) (Ü: Andreas Brandhorst)
- Necromancer (1962) (bzw. No Room for Man) – deutsch: Nichts für Menschen, München: Heyne 3656, ISBN 3-453-30570-1 (1979) (Ü: Walter Brumm) gekürzt (?)
- Warrior (1965) – deutsch: Krieger in Der Dorsai-Pazifist, Rastatt: Moewig 3627, ISBN 3-8118-3627-7 (1983) und Moewig 3779, ISBN 3-8118-3779-6 (1987), Kurzgeschichten (Ü: Andreas Brandhorst)
- Soldier, Ask Not (1967) – deutsch: Unter dem Banner von Dorsai, Rastatt: Moewig 3596, ISBN 3-8118-3596-3 (1982) (Ü: Andreas Brandhorst und Gottfried Feidel)
- Tactics of Mistake (1971) – deutsch: Das Planeten-Duell, Rastatt: Pabel Terra 266 (1975) (Ü: Birgit Ress-Bohusch), gekürzt, Die Söldner von Dorsai, Rastatt: Moewig 3580, ISBN 3-8118-3580-7 (1982) (Ü: Gottfried Feidel)
- Brothers (1973) – deutsch: Brüder in Vom Geist der Dorsai, Rastatt: Moewig 3619, ISBN 3-8118-3619-6 (1983), Kurzgeschichten (Ü: Andreas Brandhorst)
- The Spirit of Dorsai (1979) – deutsch: Vom Geist der Dorsai, Rastatt: Moewig 3619, ISBN 3-8118-3619-6 (1983), Kurzgeschichten (Ü: Andreas Brandhorst)
- Lost Dorsai (1980) – deutsch: Der Dorsai-Pazifist, Rastatt: Moewig 3627, ISBN 3-8118-3627-7 (1983) und Moewig 3779, ISBN 3-8118-3779-6 (1987), Kurzgeschichten (Ü: Andreas Brandhorst)
- The Final Encyclopedia (1984) – deutsch: 1. Die letzte Enzyklopädie Der Flüchtling, Rastatt: Moewig 3780, ISBN 3-8118-3780-X (1987) (Ü: Andreas Brandhorst), 2. Die letzte Enzyklopädie Der Kämpfer, Rastatt: Moewig 3781, ISBN 3-8118-3781-8 (1987) (Ü: Andreas Brandhorst), 3. Die letzte Enzyklopädie Das dritte Leben, Rastatt: Moewig 3782, ISBN 3-8118-3782-6 (1987) (Ü: Andreas Brandhorst)
- The Dorsai Companion (1986)
- The Chantry Guild (1988)
- Young Bleys (1991)
- Other (1994)
- Antagonist (zusammen mit David W. Wixon) (2007)

### Drachenritter-Zyklus
1. The Dragon and the George (1976) – deutsch: Die Nacht der Drachen, München: Heyne 3769, ISBN 3-453-30670-8 (1980) und Heyne 5902, ISBN 3-453-12693-9 (2002) (Ü: Irene Holicki), mit Illustrationen von John Stewart
2. The Dragon Knight (1990) – deutsch: Der Drachenritter, München: Heyne 5903, ISBN 3-453-12694-7 (1997) (Ü: Norbert Stöbe)
3. The Dragon on the Border (1992) – deutsch: Der Drache an der Grenze, München: Heyne 5904, ISBN 3-453-12696-3 (1997) (Ü: Norbert Stöbe)
4. The Dragon at War (1992) – deutsch: Der Drache im Krieg, München: Heyne 5905, ISBN 3-453-13345-5 (1997) (Ü: Michaela Link)
5. The Dragon, the Earl, and the Troll (1994) – deutsch: Der Drache, der Graf und der Troll, München: Heyne 5906, ISBN 3-453-13350-1 (1997) (Ü: Michaela Link)
6. The Dragon and the Djinn (1996) – deutsch: Der Drache und der Dschinn, München: Heyne 5907, ISBN 3-453-13353-6 (1998) (Ü: Norbert Stöbe)
7. The Dragon and the Gnarly King (1997) – deutsch: Der Drache und der Wurzelkönig, München: Heyne 9049, ISBN 3-453-15631-5 (2000) (Ü: Silvia Jettkant)
8. The Dragon in Lyonesse (1998) – deutsch: noch nicht auf Deutsch erschienen (geplant: Der Drache an König Arthurs Hof, München: Heyne ??? (Ü: ???))
9. The Dragon and the Fair Maid of Kent (2000) – deutsch: noch nicht auf Deutsch erschienen

### Hoka-Chroniken (zusammen mit Poul Anderson)
1. Earthman’s Burden (1957) (bzw. Hoka! Hoka! Hoka!) – deutsch: Alexander Jones, Diplomat der Erde T.1, Rastatt: Moewig Terra Bd. 382 (1965) (Ü: Heinz F. Kliem) Alexander Jones, Diplomat der Erde T.2, Rastatt: Moewig Terra Bd. 383 (1965) (Ü: Heinz F. Kliem), Des Erdmannes schwere Bürde, Rastatt: Moewig 3530, ISBN 3-8118-3530-0 (1987) (Ü: Ronald M. Hahn), Des Erdmannes schwere Bürde, Rastatt: Moewig 3768, ISBN 3-8118-3768-0 (1987) (Ü: Ronald M. Hahn)
2. Hoka! (1983)
3. Star Prince Charlie (1983)
4. Hokas Pokas (2000)

### Dilbia-Chroniken
- Spacial Delivery (1961) – deutsch: Regierungspost für Dilbia, Rastatt: Moewig Terra Bd. 260 (1962) (Ü: C. Katschinski)
- Spacepaw (1969) – deutsch: Der Agent, Rastatt: Pabel Terra 297 (1978) (Ü: Susi-Maria Roediger)
- The Law-Twister Shorty (1971)
- The Right to Arm Bears, enthält Spacial Delivery, Spacepaw und The Law-Twister Shorty (2000)

### Serie der See-Leute
- The Space Swimmers (1967) – deutsch: Weltraumschimmer, Rastatt: Pabel Terra 307 (1978) (Ü: Lore Straßl)
- Home from the Shore (1978)

### Romane
- Alien from Arcturus (1956) (erweitert als Arcturus Landing) – deutsch: Fremde vom Arcturus, Lehning Luna-Utopia-Taschen-Roman, 3. Hannover 1957 (Ü: Heinz F. Kliem), Der Fremde vom Arcturus, Moewig Terra, 341. Rastatt 1964 (Ü: Heinz F. Kliem)
- Mankind on the Run (1956) (bzw. On the Run, 1979) – deutsch: „Hetzjagd im All“, Abenteuer im Weltenraum Nr. 1, Alfons Semrau Verlag 1958 (Ü: H.G. Zimmerhäckel)
- Time to Teleport. (1960)
- Naked to the Stars (1961) – deutsch: Gewalt zwischen den Sternen, Winther, Hamburg 2002 (1966) (Ü: Karl Otto Pakleppa)
- Delusion World (1961) – deutsch: Planet der Phantome, Moewig Terra, 249. Rastatt 1962 (Ü: Gisela Stege)
- The Alien Way (1965) – deutsch: Die Fremden, König Taschenbücher, 14. München 1973, ISBN 3-8082-0042-1 (Ü: Heinz Nagel), gekürzt, Mit den Augen der Fremden, Moewig 3550, Rastatt 1981, ISBN 3-8118-3550-5
- Computer streiten nicht. Aus dem Engl. von Hans Maeter: Computers don't argue. In: Damon Knight Hg.: Computer streiten nicht. SF-Stories. Heyne TB 3360, München 1973, ISBN 3-453-30237-0 S. 7–24. Zuerst engl. in: Nebula Award Stories, 1965
- The Space Winners. (1965)
- Mission to Universe (1965) (überarbeitet 1977) – deutsch: Mission im Universum, Moewig Terra, 500. Rastatt 1962
- Planet Run. (1967)
- Wolfling (1969) – deutsch: Im galaktischen Reich, Rastatt: Pabel Terra 218 (1973) (Ü: Eva Sander), gekürzt ?, Der Wolfling, Rastatt: Moewig 3648 (1984) (Ü: Wolfgang Crass)
- None But Man (1969)
- Hour of the Horde (1970)
- Sleepwalkers’ World (1971) – deutsch: Geschöpfe der Nacht, Rastatt: Pabel Terra 202 (1972) (Ü: Walter Brumm)
- The Outposter (1972) – deutsch: Pioniere des Kosmos, Rastatt: Pabel Terra 228 (1973) (Ü: Walter Brumm)
- The Pritcher Mass (1972) – deutsch: Das Millionen-Bewusstsein, Rastatt: Pabel Terra 259 (1975) (Ü: Lore Straßl)
- Alien Art (1973) – deutsch: Charlies Planet, Rastatt: Pabel Terra 263 (1975) (Ü: Horst Pukallus), Charlies Planet, Rastatt: Moewig Utopia 59 (1983) (Ü: Horst Pukallus)
- The R-Master (1973) (überarbeitet The Last Master, 1984) – deutsch: Utopia 2050, Rastatt: Pabel Terra 280 (1976) (Ü: Horst Pukallus)
- Gremlins, Go Home (1974)
- The Lifeship (bzw. Lifeboat) (1977) – deutsch: Kurs auf 20B-40, München: Goldmann 0220, ISBN 3-442-23220-1 (1976) (Ü: Tony Westermayr)
- Time Storm (1977) – deutsch: Sturm der Zeit, München: Heyne 3871, ISBN 3-453-30757-7 (1982) (Ü: Irene Holicki)
- The Far Call (1978) – deutsch: Der ferne Ruf, München: Heyne 3662, ISBN 3-453-30578-7 (1983) (Ü: Yoma Cap)
- Pro (1978)
- Masters of Everon (1980) – deutsch: Herren von Everon, Rastatt: Moewig 3513, ISBN 3-8118-3513-0 (1981) (Ü: Rosemarie Hundertmarck)
- The Man from Earth(1983)
- The Last Master (1984)
- Jamie the Red (1984) (zusammen mit Roland J. Green)
- Steel Brother (1985)
- The Forever Man (1986)
- Way of the Pilgrim (1987)
- The Earth Lords (1989)
- Wolf and Iron (1990) – deutsch: Wolf und Eisen, München: Heyne 5662, ISBN 3-453-11947-9 (1997) (Ü: Michael Morgental)
- The Magnificent Wilf (1995)

### Kurzgeschichtensammlungen
- Ancient, My Enemy (1974) – deutsch: Uralt, mein Feind, München: Heyne 3682, ISBN 3-453-30601-5 (1981) (Ü: Hans Maeter), Kurzgeschichtensammlung
- Danger – Human (1970) (bzw. The Book of Gordon Dickson, 1973) – deutsch: Vorsicht, Mensch!, Rastatt: Pabel Terra 191 (1970) (gekürzt) (Ü: Walter Brumm), Kurzgeschichtensammlung

### Bücher für Kinder (S.F.)
- Secret under the Sea (1960)
- Secret under Antarctica (1963)
- Secret under the Caribbean (1964)
- Secrets of the Deep (1985) (Gesamtausgabe)